# Amt Lenzen-Elbtalaue
Das Amt Lenzen-Elbtalaue ist ein 1992 gebildetes Amt im Landkreis Prignitz des Landes Brandenburg, in dem zunächst sieben Gemeinden im damaligen Landkreis Perleberg zu einem Verwaltungsverbund zusammengefasst wurden. Durch Eingliederungen und Bildung neuer Gemeinden hat sich die Zahl der Gemeinden auf heute vier verringert.

## Geographische Lage
Das Amt Lenzen-Elbtalaue liegt im Westen des Landkreises Prignitz. Es grenzt im Osten an die Gemeinde Karstädt, die Stadt Perleberg und die Stadt Wittenberge (alle Landkreis Prignitz), im Südosten an den sachsen-anhaltischen Landkreis Stendal, im Süden und Westen an den niedersächsischen Landkreis Lüchow-Dannenberg sowie im Norden an den mecklenburgischen Landkreis Ludwigslust-Parchim. Das Amtsgebiet erstreckt sich entlang der Bundesstraße 195 (Wittenberge–Boizenburg/Elbe).

## Gemeinden
Das Amt Lenzen-Elbtalaue gliedert sich in die folgenden Gemeinden:
- Cumlosen mit den Gemeindeteilen Motrich, Müggendorf und Wentdorf
- Lanz mit den Gemeindeteilen Babekuhl, Bernheide, Ferbitz, Gadow, Jagel, Lütkenwisch und Wustrow
- Lenzen (Elbe) (Stadt) mit den Gemeindeteilen Bäckern, Breetz, Eldenburg, Gandow, Mellen, Moor, Nausdorf, Rambow und Seedorf
- Lenzerwische mit den Gemeindeteilen Baarz, Besandten, Gaarz, Kietz, Mödlich, Unbesandten und Wootz

## Geschichte
Nach der Wende 1990 gehörten die Stadt Lenzen und die Gemeinden Besandten, Eldenburg, Lanz, Mellen und Wootz zum Land Mecklenburg-Vorpommern. Nach einem im Jahr 1991 abgehaltenen Volksentscheid kamen sie am 1. August 1992 jedoch zum Land Brandenburg und wurden in den Landkreis Perleberg eingegliedert, bevor dieser im Zuge der brandenburgischen Kreisreform am 6. Dezember 1993 im neuen Landkreis Prignitz aufging.
Die Bildung des Amtes Lenzen-Elbtalaue aus den sechs ehemals mecklenburg-vorpommerischen Gemeinden sowie der Gemeinde Cumlosen wurde am 29. September 1992 vom brandenburgischen Innenministerium genehmigt und trat am 5. Oktober 1992 in Kraft. Somit bestand das Amt Lenzen-Elbtalaue zu diesem Zeitpunkt aus folgenden Gemeinden des Landkreises Perleberg:
1. Cumlosen
2. Besandten
3. Eldenburg
4. Lanz
5. Lenzen (Elbe), Stadt
6. Mellen
7. Wootz

Am 26. April 2002 genehmigte das Innenministerium die Eingliederung der Gemeinde Eldenburg in die Stadt Lenzen (Elbe), am 22. Juli 2002 den Zusammenschluss der Gemeinden Besandten und Wootz zur neuen Gemeinde Lenzerwische. Die Gemeinde Mellen wurde im Zuge der Gemeindereform 2003 in Brandenburg in die Stadt Lenzen (Elbe) eingegliedert. Alle drei Änderungen wurden zum 26. Oktober 2003 wirksam.

## Bevölkerungsentwicklung
| Jahr | Einwohner |
| ---- | --------- |
| 1992 | 5 538     |
| 1995 | 5 390     |
| 2000 | 5 222     |
| 2005 | 4 947     |
| 2010 | 4 507     |
| 2015 | 4 164     |

| Jahr | Einwohner |
| ---- | --------- |
| 2020 | 3 953     |
| 2021 | 3 931     |
| 2022 | 3 854     |
| 2023 | 3 880     |
| 2024 | 3 878     |

Gebietsstand des jeweiligen Jahres, Einwohnerzahl: Stand 31. Dezember, ab 2011 auf Basis des Zensus 2011, ab 2022 auf Basis des Zensus 2022

## Amtsdirektoren
- 1992–2014: Axel Wilser
- 2014–2025: Harald Ziegeler

Ziegeler wurde im Juni 2014 durch den Amtsausschuss für eine Amtsdauer von acht Jahren gewählt. Er wurde im Juli 2021 durch den Amtsausschuss für eine Amtsdauer von acht Jahren wiedergewählt.
Ziegeler wurde am 12. März 2025 durch den Amtsausschuss mit sofortiger Wirkung abgewählt.

## Verkehr
Das Amt Lenzen-Elbtalaue liegt im Verkehrsverbund Berlin-Brandenburg. Es verkehren mehrere Buslinien. Die nächsten Bahnhöfe befinden sich in Wittenberge und in Karstädt an der Strecke Berlin–Hamburg sowie in Dannenberg-Ost an der Bahnstrecke Wittenberge–Lüneburg.